# Mitridates d'Armènia
Mitridates (en georgià: მითრიდატე; en armeni: Միհրդատ Իբերացի) va ser un príncep iber, fill del rei Mitridates d'Ibèria (circa 30-50)i germà del rei Pharsman I d'Ibèria. Va regnar a Armènia de l'any 35 al 37 i del 42 al 51.
Roma va donar suport al rei Mitridates d'Ibèria (nom donat pels romans, podria ser el rei Adreki d'Ibèria) per col·locar al seu fill Mitridates al tron d'Armènia. El tron estava ocupat per Àrsacess, col·locat pel seu pare el rei Artaban III de Pàrtia. El rei Mitridates/Adreki va enviar el seu fill gran el príncep Farasmanes (Pharsman) amb un exèrcit. Quan l'exèrcit s'acostava a Artàxata el rei Àrsaces va ser enderrocat i enverinat pels seus servidors que havien estat subornats, i els ibers van entrar a la capital i Pharsman va proclamar al seu germà petit Mitridates com a rei l'any 35.
Artaban III va enviar un altre fill seu, Orodes l'any 36 i sembla que es va proclamar rei, però Mitridates, amb ajut de mercenaris albans i sàrmates el va rebutjar i Orodes va morir de les ferides rebudes a la lluita, segons diu Tàcit.
Cap a l'any 37 Calígula, va cridar al rei a Roma, i el va declarar desposseït del regne, i l'Armènia va caure altre cop en mans dels parts que van ocupar el país. L'emperador Claudi va retornar a Mitridates cap Armènia amb suport imperial, i amb l'ajut del seu pare Mitridates i del seu germà Pharsman, i de forces romanes, va reconquerir el poder l'any 42. Una guarnició romana es va instal·lar a Garni, prop d'Erevan.
L'any 51 el seu germà Pharsman, que ja havia pujat al tron d'Ibèria i aspirava a dominar el regne d'Armènia per a la seva nissaga, va anar a Artàxata, i va trair a son germà, dominant la ciutat i proclamant rei al seu propi fill Radamist. Mitridates es va refugiar a Garni, amb la guarnició romana però el cap de la guarnició, Celius Poli, subornat per Pharsman i Radamist, no el va protegir i va permetre que sortís per una suposada entrevista amb el seu nebot per negociar. Aprofitant aquesta entrevista, Mitridates va ser capturat a traïció, i Radamist coronat formalment rei. El governador de Capadòcia, Julius Polignus, subornat també, va acceptar els fets. Sembla que Mitridates va ser assassinat pel seu nebot Radamist, que es va casar amb la seva cosina Zenòbia, filla de Mitridates.
L'historiador romà Cassi Dió narra una confrontació probablement apòcrifa entre Mitridates i l'emperador Claudi a Roma, on es diu que Mitridates va respondre amb valentia a les amenaces de l'emperador dient: "No em van portar a tu, jo he vingut. Si ho dubtes, allibera'm i intenta trobar-me".